# Ripoff Report
Ripoff Report es un  sitio web de propiedad y operación privada con fines de lucro fundado por Ed Magedson. Ripoff Report ha estado en línea desde diciembre de 1998 y es operado por Xcèntric Ventures, LLC con sede en Tempe, Arizona.

## Informes y refutaciones
Ripoff Report permite a los usuarios mayores de 14 años publicar gratis,  quejas inmoderadas y sin corroboración conocidas como 'informes' los cuales contienen detalles de la experiencia de un usuario con empresas enlistadas en el informe. El sitio requiere que los usuarios creen una cuenta que incluya una dirección de correo electrónico antes de que los informes puedan ser enviados. Según los  Términos de servicio del sitio, los usuarios están obligados a afirmar que sus informes son veraces y exactos, pero el sitio no investiga si es cierto esto, confirma o corrobora la exactitud de los envíos. Ripoff Report tiene más de 1 millón páginas indexadas en Google.
Empresas que han sido nombradas en un informe pueden responder mediante la presentación de una "refutación" que explica su lado de la historia. No hay costo para presentar una refutación, pero los usuarios primero deben registrarse en una cuenta.
Al crear una cuenta, un usuario acepta el uso exclusivo de un lugar en Arizona para cualquier disputa legal derivada de su publicación. En junio de 2013, una corte federal de Maryland encontró que este acuerdo no impidió que un usuario demandara tanto al autor de un informe como a Ripoff Report en Maryland, porque el acuerdo de usuario sólo se aplica a la refutación, no al informe.

## Excepciones y la política de "No-retiro"
El sitio Ripoff Report reclama que su política escrita está para negarse a eliminar informes. Ripoff Report señala que no le permite a los autores eliminar sus propios informes, incluso en casos donde se ha cometido un error.
Esta política establecida es revelada a los usuarios dentro de los Términos de Servicio del sitio. Mientras que Ripoff Report dice no "quitar" informes, Ripoff Report anuncia que eliminará (alterar) información específica o agregará contenido positivo a los informes de los participantes en sus programas pagados, la Abogacía Empresarial y Programa de Remediación y el Programa de Mediación VIP. El sitio es encargado de todas las denuncias públicas y sin editar, con excepción de las redacciones para los participantes del Programa de Mediación VIP. Una discusión más larga de la política se encuentra en la página de preguntas frecuentes. En mayo de 2013, Ripoff Report comenzó a ofrecer un nuevo servicio llamado "Ripoff Report verificado" que permite pagar a los miembros 14 días para resolver quejas antes de registrarlas, por $89.95 al mes.
En un caso reciente Blockowicz v. Williams, 675 F.Supp.2d 912 (N.D.Ill. 2009), un tribunal federal de distrito en Chicago encontró que Ripoff Report no estaba obligado a cumplir con una orden judicial para retirar informes ya que no había sido nombrado como acusado en el juicio original.
En julio de 2010, Ripoff Report anunció un nuevo programa llamado "Arbitraje VIP" que tiene el propósito de ofrecer a las víctimas de falsos informes una nueva forma de limpiar sus nombres.  Según el sitio, el programa de arbitraje involucra a  terceras partes privadas quienes cobran para revisar informes disputados y hacer decisiones acerca de su exactitud. Aunque Ripoff Report indica que se niegan a retirar los informes, ahora el sitio explica: "Cualquier declaración de hecho que el árbitro determine como falso se redactará en el informe original".

## Litigios con la  Ley de Descendencia en Comunicaciones
De acuerdo a una ley de Estados Unidos llamada Ley de Descendencia en Comunicaciones, bajo el 47 U.S.C. § 230(c), sitios web como Ripoff Report están excluidos de ciertas formas de responsabilidad civil las cuales buscan tratar el sitio como "el editor o el altavoz" de  contenido generado por el usuario.Para ciertas reclamaciones, la exclusión de responsabilidad se aplica al material falso aportado por terceros,  aunque el sitio no tiene ninguna medida para investigar el contenido antes de la publicación o eliminar el contenido después de recibir el aviso de que el material es falso. Protección también se extiende a cambios de redacción realizados por el operador del sitio web, como tal, la edición no altera el significado del contenido original de terceros.

## Otras acciones legales
Dos australianos demandaron a Google por no quitar vínculos que llevaban a contenido difamatorio en Ripoff Report. En febrero de 2011 el Dr. Janice Duffy presentó procesos por difamación en Australia del sur. En el año 2015, Duffy prevaleció en su caso por difamación contra Google por poseer comentarios difamatorios, originarios de Ripoff Report, y permitir la función de autocompletado para ayudar a los usuarios a encontrar el contenido. A partir del 27 de octubre de 2015, los problemas no resueltos en el caso son "... las defensas triviales y limitación de tiempo, la solicitud de una extensión de tiempo, causalidad y cuantificación de los daños."   En febrero de 2013, Jarrod Sierocki presentó el proceso de difamación en Queensland. Sierocki ganó $287,788.00 por daños e intereses contra un exsocio y un cliente que se vieron obligados a admitir que había difamado a SIerocki en un foro ilegible de Ripoff Report. Un caso similar en contra Google parece estar trabajando a través de los tribunales australianos desde el 23 de abril de 2015.
En julio del 2013 el Gobierno de India ordenó un bloque de acceso al sitio. El bloque fue quitado al mes siguiente.
En mayo de 2014 el buscador australiano  Yahoo!7 bloquea Ripoff Report después de múltiples quejas de difamación. Fue desbloqueado después de aproximadamente una semana.
El editor de Ripoff Report, Xcentric Ventures, LLC, demandó sin éxito a los consumidores y a sus abogados por procesamiento malicioso en el tribunal federal de distrito en Phoenix, Arizona en 2011. En agosto de 2015, el 9º Tribunal de Circuito de Apelaciones de los Estados Unidos publicó su orden afirmando que la orden de la corte del distrito desestima el caso. La sentencia señala que Xcèntric había demandado por resaltar el intento de extorsión y chantaje de los consumidores, que "presuntamente Xcèntric intentó extorsionar a terceras partes publicando comentarios negativos, manipulando las publicaciones para destacar críticas negativas y resaltar más los comentarios negativos si los negocios publicaban refutaciones y luego cobrar honorarios altos para ' convertir lo negativo en positivo.'" "La reclamación era defendible porque un tribunal de Distrito previamente había sostenido que acusaciones similares declaraban una demanda de extorsión en contra de Xcèntric", escribió el 9 º circuito en su orden.

## Programa de promoción empresarial
El las páginas web de Public Citizen, se observó que Ripoff Report ha recibido algunas críticas sobre su "Defensa Corporativa, Remediación de Negocios y del Programa de Satisfacción al Cliente", particularmente si Ripoff Report revela todos los hechos, podrían influir en la percepción pública del programa.
Ripoff Report proporciona su propia descripción detallada de la operación del programa en el sitio web de Ripoff Report y en la página del Programa de Promoción Empresarial. La página anuncia con una ilustración el cómo los resultados de búsqueda en Google se verán alterados por los miembros que integran el programa.
En febrero de 2007  Phoenix New Times informó que al menos 30 empresas en aquel momento pagaron a Ripoff Report por participar en el Programa de Promoción Empresarial. El colaborador de Forbes Adam Tanner, reportó en el 2013, que el Programa de Promoción Empresarial va desde $5,500.00 y puede superar los $100,000.00, las terceras partes arbitrarias comienzan con $2,000.00. El artículo de Forbes se une al artículo Search Engine Land el cual explica que mientras Ripoff Report está protegido por la Ley de Descendencia en Comunicaciones, una persona con autorización falsa o con contenido difamatorio, puede ser demandada, y también se le puede pedir a Google que elimine la publicación de la lista cuando una orden judicial especifica la exclusión de dicha lista.